# Domen Sikošek Pelko
Domen Sikošek Pelko (geboren am 18. August 1997 in Brežice) ist ein slowenischer Handballspieler. Er wird auf der Position Kreisläufer eingesetzt.
Von 2016 bis 2018 spielte er in Slowenien bei RK Trimo Trebnje. Anschließend spielte er bis 2019 in Österreich beim HC Bruck, bevor er nach Nordmazedonien wechselte, wo er beim Verein RK Vardar Skopje aktiv war. In Spanien spielte er im Anschluss bei CB Ciudad de Logroño und wechselte von dort als Ausleihe im Jahr 2020 nach Deutschland zur SG Flensburg-Handewitt.  Für die SG erzielte er in 13 Partien in der Bundesliga 23 Tore. Nach der Zeit in Deutschland kehrte er nach Spanien zurück und wurde dann vom französischen Verein Tremblay-en-France Handball verpflichtet. Zur Saison 2021/22 unterschrieb er einen Vertrag beim Schweizer Verein HC Kriens-Luzern. Im Sommer 2022 schloss sich Sikošek Pelko dem zyprischen Verein Sabbianco Anorthosis Famagusta an, mit dem er am EHF European Cup teilnahm. Nach einer Saison in Zypern wechselte er zum ungarischen Erstligisten Balatonfüredi KSE.